# Шалбах
Шалбах (њем. Schallbach) општина је у њемачкој савезној држави Баден-Виртемберг. Једно је од 35 општинских средишта округа Лерах. Према процјени из 2010. у општини је живјело 721 становника. Посједује регионалну шифру (AGS) 8336075.

## Географски и демографски подаци
Шалбах се налази у савезној држави Баден-Виртемберг у округу Лерах. Општина се налази на надморској висини од 301 метра. Површина општине износи 4,0 km². У самом мјесту је, према процјени из 2010. године, живјело 721 становника. Просјечна густина становништва износи 183 становника/km².